# 馬祖戰地文化
馬祖戰地文化是指自1968年起，馬祖地區國軍基於攻防一體之戰略指導與作戰任務需要，開鑿坑道藉以保持戰力，坑道密度為世界之冠，形成特殊的戰地景觀。為中華民國文化部遴選之臺灣世界遺產潛力點之一。
1968年起，馬祖地區國軍基於攻防一體之戰略指導與作戰任務需要，在南竿、北竿、西莒及東引，以人工一刀一斧、日夜不停趕工方式，在堅硬的花崗岩中開鑿出「北海坑道」、「安東坑道」、「午沙坑道」這些供登陸小艇使用之坑道碼頭，藉以保持戰力，坑道密度為世界之冠，形成特殊的戰地景觀。馬祖島上充滿「反攻大陸」、「枕戈待旦」等標語，以及各式各樣的地下石室、坑道、射口、砲臺、廚房、廁所等防禦工事軍事據點。
馬祖獨特的戰地文化，兼具從「負面世界遺產」（對抗、戰爭、悲劇）走向「正面世界遺產」普世價值（和解、和平）的教育示範與啟示作用，代表人類追求和平共存的普世價值。